# NGC 4414
NGC 4414 es una galaxia espiral que se encuentra a 62 millones de años luz (19,1 megaparsecs) de distancia en la constelación de Coma Berenices. Su diámetro óptico es de aproximadamente 56.000 años luz. De magnitud aparente 11,0, su brillo superficial es 13,0 mag/arcsec2. Es un miembro del grupo de galaxias Coma I, muy cercano al Cúmulo de Virgo.

## Observación
Imágenes combinadas del telescopio espacial Hubble permiten observar el aspecto algodonoso y hermoso de la galaxia. Las regiones centrales de la galaxia, como sucede típicamente en la mayoría de las espirales, contienen principalmente estrellas viejas, amarillas y rojas. Los brazos espirales exteriores son más azulados, debido a la continua formación de jóvenes estrellas azules, las más brillantes de ellas visibles individualmente con la alta resolución de la cámara del Hubble y entre las cuales se haya lo que parece ser una variable luminosa azul con una magnitud absoluta a la que se halla está galaxia de -10 que ha sufrido una erupción que ha aumentado su brillo. Los brazos son también muy ricos en nubes de polvo interestelar, que aparecen como manchas y estrías oscuras que destacan frente a la luz estelar.
NGC 4414 es un ejemplo típico de galaxia espiral floculenta, en la que la estructura espiral está compuesta por multitud de segmentos de brazos espirales (cómo sucede en, por ejemplo, la galaxia M63), y es también muy notable por estar bastante aislada en el espacio, sin haber sufrido interacciones recientes con otra galaxia. Además, aunque no sea una galaxia de brote estelar ni signos de que lo haya sido, muestra una elevada densidad de gas por unidad de superficie y por tanto es muy rica en gas (tanto hidrógeno neutro cómo hidrógeno molecular), con una distribución del primero que cómo es habitual en galaxias espirales de tipo tardío aisladas ocupa un área mucho mayor que el área visible en el óptico de la galaxia.
NGC 4414 fue fotografiada por el telescopio espacial Hubble como parte del llamado Key Project sobre la escala de distancias extragalácticas. La determinación precisa de la distancia de esta galaxia, junto con mediciones similares de distancia a otras galaxias cercanas, contribuye al conocimiento general de los astrónomos sobre la velocidad de expansión del universo y sobre la edad del mismo.